# 趙昂 (正統進士)
趙昂（1422年—1500年），字伯顒，號竹溪，永清左衛左所人，軍籍。明朝政治人物。進士出身。

## 生平
順天府鄉試第三十五名。正統十年（1445年）乙丑科會試第六十四名，殿試登進士第三甲第二十五名。授中書舍人，再擢翰林編修，天順元年擢通政使司右參議，弘治十三年卒，年八十。

## 家族
曾祖父趙士達。祖父趙源清，曾任常山中護衛正千戶。父亲趙傑，曾任羽林前衛正千戶。